# Juan Montalvo
Juan Montalvo (ur. 13 kwietnia 1832 w Ambato, zm. 17 stycznia 1889 w Paryżu) – ekwadorski pisarz i dziennikarz.

## Życiorys
W 1866 Juan Montalvo założył dziennik El Cosmopolita; przez wiele lat przebywał na emigracji; stylista oraz polemista (występował m.in. przeciw dyktaturze Gabriela Garcii Moreno), autor szkiców politycznych i filozoficznych (m.in. zbiór Siete tratados, 1882).
Jego wizerunek znajduje się na ekwadorskiej obiegowej monecie o nominale 5 centavo bitej w 2000 i 2003 roku.